# Prodiscophryidae
Prodiscophyridae
 (juin 2023).
Famille
Les Prodiscophryidae (syn. Prodiscophyridae) sont une famille de Ciliés de la classe des Kinetofragminophora et de l’ordre des Suctorida.

## Étymologie
Le nom de la famille vient du genre type Prodiscophrya, dérivé du grec προ / pro, « avant », et discophrya, par allusion au genre Discophrya Lachmann, 1859.

## Description
Le genre Prodiscophrya est de petite taille. Son trophonte est sphéroïde et muni d'une tige. Ses tentacules sont capités, uniformément répartis sur la surface du corps. Son macronoyau est globuleux. Un micronoyau est présent. La reproduction se fait par conjugaison, anisogame, avec production de « microconjuguant » ciliés semblables à des individus essaimeurs. On observe la présence d'une vacuole contractile.

## Habitat
Le genre Prodiscophrya vit dans des habitats d'eau douce du périphyton.

## Liste des genres
Selon GBIF (21 mai 2023) (pour Prodiscophyridae) :
- Prodiscophrya Kormos, 1935
- Suctorella Frenzel, 1891

Selon Lynn (2008) :
- Prodiscophrya Kormos, 1935
  - Espèce type : Prodiscophrya collini (Root, 1914) Kormos, 1935
  - Synonyme : Podophrya collini Root, 1914

## Systématique
Le nom valide de ce taxon est Prodiscophryidae Jankowski, 1978.
Certaines bases attribuent à cette famille le nom de Prodiscophyridae.
La base Taxonomicon classe le genre Prodiscophrya dans la famille des Discophryidae Collin, 1912.